# Congo The Movie: The Lost City of Zinj
Congo The Movie: The Lost City of Zinj est un jeu vidéo de tir à la première personne développé par Jumpin Jack et édité par Sega, sorti en 1996 sur Saturn.
Il est adapté du film Congo, tiré du roman du même nom de Michael Crichton. Un autre jeu adapté du film est sorti sur PC et Mac : Congo The Movie: Descent into Zinj.

## Système de jeu
Congo The Movie: The Lost City of Zinj est un jeu vidéo de tir à la première personne qui a été développé par Jumpin Jack et édité par Sega. Il est sorti en 1996 sur la console Sega Saturn. Ce jeu est une adaptation du film Congo, lui-même basé sur le roman du même nom de Michael Crichton.

## Gameplay
Le jeu propose aux joueurs une expérience immersive de tir à la première personne dans l'univers du film. Les joueurs incarnent un personnage en mission pour explorer la mystérieuse cité perdue de Zinj, située au cœur de la jungle congolaise. Au cours de leur aventure, les joueurs doivent faire face à une variété de dangers, notamment des créatures hostiles et des pièges mortels.
Le gameplay se caractérise par des mécanismes de tir à la première personne classiques, où les joueurs utilisent une variété d'armes à feu pour se défendre contre les ennemis. L'exploration de la jungle et de la cité perdue est également un élément important du jeu, avec des énigmes à résoudre et des objets à collecter pour progresser dans l'histoire.

### Ennemis et environnements
Le jeu met en scène une grande diversité d'ennemis inspirés du film, tels que des gorilles hostiles et d'autres créatures dangereuses qui menacent le protagoniste. Les environnements varient de la jungle dense aux ruines mystérieuses de la cité de Zinj, offrant aux joueurs une expérience de jeu riche en termes de décors.

### Objectifs de mission
Le jeu suit généralement le scénario du film, avec des objectifs de mission spécifiques à accomplir pour progresser. Ces missions peuvent inclure la recherche d'indices, la récupération d'objets clés, ou la survie face à des attaques d'ennemis.

### Difficulté et réalisme
Congo The Movie: The Lost City of Zinj propose différents niveaux de difficulté pour s'adapter au style de jeu des joueurs, et il s'efforce de recréer l'atmosphère du film en termes de réalisme et d'immersion.

En résumé, Congo The Movie: The Lost City of Zinj est un jeu de tir à la première personne qui offre aux joueurs l'occasion de revivre l'aventure du film dans la jungle congolaise. Avec son gameplay basé sur l'exploration, les combats contre des ennemis variés et des énigmes à résoudre, le jeu vise à capturer l'esprit du film et à offrir une expérience de jeu immersive.

## Accueil
- GamePro : 2,5/5[1]